# Chambre de commerce et d'industrie de Charente-Maritime
La chambre de commerce et d'industrie de Charente-Maritime est la chambres de commerce et d'industrie du département de la Charente-Maritime depuis novembre 2021. Son siège se trouve dans la corderie royale à Rochefort. Elle fait partie de la chambre de commerce et d'industrie de région Nouvelle-Aquitaine.

## Historique
Elle est créée en novembre 2021 par la fusion des chambres de commerce et d'industrie de La Rochelle et celle de Rochefort et de Saintonge (cette dernière est fondée en 1843)

## Missions
À ce titre, elle est chargée de représenter les intérêts des entreprises commerciales, industrielles et de service de Charente-Maritime et de leur apporter certains services. C'est un établissement public qui gère en outre des équipements au profit de ces entreprises.
Comme toutes les CCI, elle est placée sous la tutelle du préfet du département représentant le ministère chargé de l'industrie et le ministère chargé des PME, du Commerce et de l'Artisanat.

### Service aux entreprises
- Centre de formalités des entreprises
- Assistance technique au commerce
- Assistance technique à l'industrie
- Assistance technique aux entreprises de service
- Point A (apprentissage)

### Gestion d'équipements
- Immobilier d'entreprise ;
- Zones d'aménagement ;
- Port de pêche de Chef de Baie ;
- Port de Rochefort et de Tonnay-Charente ;
- Aéroport de La Rochelle - île de Ré.

### Centres de formation
- Excelia ;
- Cipecma : Centre Interconsulaire de Perfectionnement et d'Enseignement de la Charente-Maritime à Châtelaillon-Plage
- Centre de formation d'apprentis (CFA) de Saintes
- Institut européen de la qualité totale (IEQT) Rochefort - Poitou-Charentes
- Institut supérieur des achats et approvisionnements (ISAAP) de Rochefort.